# Megadyptes waitaha
El pingüino waitaha (Megadyptes waitaha) es una especie extinta de pingüino de Nueva Zelanda, descubierta accidentalmente en noviembre de 2008.
El descubrimiento sucedió cuando científicos de la Universidad de Otago y la Universidad de Adelaida comparaban huesos de las patas de hace 500 años de lo que creían ser pingüinos de ojos amarillos (Megadyptes antipodes), una especie amenazada desde la colonización humana, con huesos más recientes, de 100 años de antigüedad y contemporáneos. Sin embargo, los huesos de hace 500 años eran el diez por ciento más pequeños que los del pingüino de ojos amarillos, y poseían suficientes diferencias en el ADN como para ser consideradas especies próximas, pero distintas entre sí. Como el pueblo indígena, los Maorí, no tenían conocimiento o registro de esta especie, se estima que se extinguió entre el 1.300 y el 1.500 a. C., poco después de la colonización de los pueblos polinesios de Nueva Zelanda. El descubrimiento fue publicado en la revista científica Proceedings of the Royal Society B.